# زاکاری بوث
زاکاری بوث (به انگلیسی: Zachary Booth) (زاده ۱۹۸۳) بازیگر آمریکایی است.
از فیلم‌های معروف او می‌توان به بازی در فیلم ترور یک رئیس دبیرستان، آخرین تعطیلات آخر هفته و کشمکش خوب اشاره کرد.